# آپوویل-آنبو
آپوویل-آنبو (به فرانسوی: Appeville-Annebault) یک کمون در فرانسه است که در شهرستان اور واقع شده‌است. آپوویل-آنبو ۱۳٫۳۵ کیلومتر مربع مساحت دارد ۱۶ متر بالاتر از سطح دریا واقع شده‌است.